# Что-то должно сломаться
«Что-то должно сломаться» (швед. Nånting måste gå sönder) — шведский фильм-драма 2014 года, поставленный режиссером Мартином Эстер Бергсмарком по роману Эли Левен. Премьера ленты состоялась 24 января 2014 году на Гётеборгском кинофестивале. Фильм стал лауреатом премии «Солнечный зайчик» на 44-м Киевском международном кинофестивале «Молодость» (2014) и ряда других фестивальных наград.

## Сюжет
История любви двух молодых мужчин — андрогинного Себастиана и гетеросексуального Андреаса. Вместе они бросают вызов воплощённому шведскому «обществу Икее». Это битва за любовь, в которой Себастиан в конце концов понимает, что должен отпустить Элли, найти в себе силы и не допустить, чтобы его счастье зависело от кого-то другого.